# Kōji Tsuruta
Kōji Tsuruta (鶴田 浩二?), pseudonimo di Eiichi Ono (小野 榮一?; Hamamatsu, 6 dicembre 1924 – 16 giugno 1987), è stato un attore e cantante giapponese.
È celebre per aver interpretato Sasaki Kojirō in due capitoli della Trilogia del Samurai di Hiroshi Inagaki.

## Biografia
Cresciuto dalla nonna in seguito al divorzio dei suoi genitori, si iscrive all'università del Kansai che abbandona nel 1944 per entrare nella aviazione navale giapponese.
Nel 1955 recita nel film Zoku Miyamoto Musashi - Ichijōji no kettō. Muore per cancro ai polmoni all'età di 62 anni.